# Burda Style
«Бурда» — немецкий журнал о моде и шитье, издаваемый с 1950 года, на русском языке с 8 марта 1987 года. Центральный офис расположен в Мюнхене.

## История
В 1949 году Энне Бурда расширила свой семейный бизнес и основала компанию по производству и печати журналов о моде. Первым был выпущен журнал Favorit, который позже был переименован в Burda Moden. Первый его номер был издан в 1950 году с тиражом в 100 000 экземпляров, но уже через два года он достиг полумиллиона. В 1950 году Burda продавался во всех немецкоговорящих странах — Германии, Австрии и Швейцарии, с 1952 года — ещё в восьми европейских странах на соответствующих языках, а с 1953 года — в США, Канаде, Аргентине и Бразилии.
В 1986 году Burda Moden был выпущен в СССР, а в 1994 году — в КНР, причём в обеих странах это был первый европейский журнал, допущенный к печати.
В настоящий момент[когда?]

 журнал выходит на 16 языках и продаётся более чем в 90 странах мира.
В декабре 2020 года стало известно, что издательский дом прекращает выпускать журналы о вязании «Сабрина», Verena и Аnnа.
В России журнал Burda выходит ежемесячно объёмом 124—215 полос[когда?]

. Охват одного номера составляет около 1,3 млн читателей[когда?]

.